# Introducere și Allegro (Maurice Ravel)
Introducere și Allegro este o piesă în două mișcări contrastante și inseparabile care se cântă fără oprire, fiind construită pe principiul dialogului între instrumente sau grupuri de instrumente, asociate pe criterii timbrale. Denumirea completă a compoziției este Introducere și Allegro pentru harpă, cu acompaniament de flaut, clarinet și cvartet de coarde. În fond, lucrarea echivalează cu un septet de proporții reduse.

## Maurice Ravel (1875 -1937)
Maurice Ravel, compozitor francez, de origine savoiardă și elvețiană, s-a născut în anul 1875 în Țara Bascilor, patria mamei sale. Este admis la Conservatorul din Paris în 1889, unde își urmează studiile până în anul 1900, perioadă în care studiază pianul cu Charles Bériot, contrapunctul și fuga cu André Gedalge și compoziția cu Gabriel Fauré.
Sub îndrumarea profesorilor săi compune cantata Myrrsha, în încercarea de a cuceri Grand Prix du Rome, cu care, în anul 1901, obține doar locul al doilea. În același an compune Jeux d’eau pentru pian, cu care, obține un mare succes.
Ca și marele său contemporan – Claude Debussy – Ravel reprezintă unul din marii compozitori ai muzicii franceze, totuși nefiind pe placul contemporanilor, criticat chiar de Honegger, Milhaud, Poulenc. Doar G. Fauré, care îl cunoaște mai bine, îl înțelege și consideră că  este „o natură muzicală deosebit de influențată de noutate” .
Dar Ravel progresează repede și în 1905 era deja un compozitor cunoscut și apreciat pentru piesele sale de tinerețe: Menuetul antic, Habanera, Jocuri de apă, Cvartetul în fa minor și ciclul de lieduri Șeherazada. 
Urmează o perioadă ce este marcată de admirația tânărului compozitor pentru Chabrier, Debussy și Satie și totodată o perioadă prolifică și importantă  în activitatea sa componistică: Sonatina, Oglinzile, liedurile Istoriile naturale, Rapsodia spaniolă pentru orchestră, opera Ora spaniolă, Mama mea gâsca pentru două piane, Valsurile nobile și sentimentale și Gaspard noaptea pentru pian, Daphnis și Chloe, Introducere și Allegro pentru harpă ș.a.
La cererea lui, este înrolat în armată unde se îmbolnăvește, iar în 1917 este demobilizat. Reluându-și activitatea componistică mai scrie: Mormântul lui Couperin (1917), Valsul (1920), Copilul și vrăjitoriile (1925), Sonata pentru pian și vioară (1927) și Bolero (1928), cele două Concerte pentru pian (1929-1931),  realizând un turneu în Statele Unite și Canada (1928), unde primește și titlul de ,,Doctor honoris causa” al Universității din Oxford  și unul în Europa Centrală în 1932. 
Debussy și Ravel, considerați singurii impresioniști importanți, sunt adesea comparați, socotindu-se că sunt asemănători. Într-adevăr, muzica lor seamănă în multe privințe, dar se și deosebește foarte mult. Metaforic vorbind muzica lui Debussy ,,plutește pe o pernă de aer, iar muzica lui Ravel ticăie ca un cronometru bine reglat, Stravinski numindu-l odată pe Ravel „ceasornicar elvețian”.
Discutând despre comparațiile care se făceau adesea între el și  Debussy,  Ravel afirma că: „Pentru Debussy, omul și muzicianul, am avut o profundă admirație, dar firile noastre sunt total diferite și, deși consider că Debussy nu este cu totul străin de stilul meu personal, mi se pare totuși că mă pot identifica mai bine cu Gabriel Fauré, Emmanuel Chabrier și Erik Satie. Cred că am urmat tot timpul o direcție opusă față de cea a simbolismului lui Debussy. …S-ar putea totuși ca uneori concepții, aparent similare, să prindă contur în conștiința a doi compozitori diferiți aproape în același timp, fără să fie vorba de o influență a unuia asupra celuilalt ’’. 
Aceste comparații și ,,duele” continuă și atunci când firma Pleyel îl angajează pe Debussy în anul 1904,  pentru a compune o lucrare ce ar evidenția capacitățile noului instrument, harpa cromatică. Totodată firma Érard vine cu replica harpei cromatice, replică simbolizată prin harpa cu pedale cu un mecanism îmbunătățit, întrebuințându-i lui Ravel munca de a scrie o lucrare ce ar promova harpa cu pedale.
Maurice Ravel a avut o fascinație pentru harpă, folosind cu știință și inspirație acest instrument în piesele sale pentru orchestră, punându-i în valoare posibilitățile tehnico-expresive și, mai cu seamă, pe cele coloristice.
În Tzigane și în Concertul în sol major pentru pian i-a acordat chiar un rol important, utilizând-o cu pricepere atât în ansamblul orchestral cât și în cadențe solo, iar atunci când a compus pentru harpă solo nu s-a sfiit să consulte harpiști, pentru a se încredința că a scris bine pentru acest instrument. De asemenea, în calitate de dirijor, a colaborat în Introducere și Allegro cu câțiva dintre cei mai valoroși harpiști ai vremii sale.
În istoria muzicii se întâlnesc uneori piese compuse de autori diferiți, ce par a fi scrise pentru a fi cântate împreună. Sunt greu de precizat motivele pentru care sunt asociate aceste piese, dar este un fapt, că piesele în cauză par a fi destinate una, celeilalte.
Sunt celebre tandemurile formate de operele Cavaleria rusticană de Mascagni și Paiațe de Leoncavallo, Poemul pentru vioară de Chausson și Tzigane de Ravel, sau Dansurile pentru harpă și orchestră de Debussy și Introducere și Allegro de Ravel.
În ceea ce privește cele două lucrări pentru harpă, Dansurile lui Debussy și Introducere și Allegro de  Ravel, se observă atât asemănări, cât și deosebiri, fapt ce le face cu atât mai potrivite pentru a fi cântate în același concert. 
Asemănările sunt numeroase: ambele piese au fost scrise de doi dintre compozitorii cei mai valoroși și inventivi ai primei jumătăți a secolului al XX-lea, Dansurile în 1904, Introducere și Allegro în 1905/1906, ca urmare a unor comenzi din partea unor mari firme de harpă din Franța, pentru a-și promova și pe această cale instrumentele respective. Ambele lucrări au avut premiera la Paris. 
Bineînțeles nici deosebirile nu lipsesc: dacă Dansurile sunt o lucrare pentru harpă și orchestră de coarde, după tipicul concertului instrumental, Introducere și Allegro este scrisă la granița dintre genul concertant și cel cameral. 
În opoziție cu Dansurile lui Debussy - piesă de concert cu iz cameral, în Introducere și Allegro Ravel, își reliefează abilitățile de orchestrator subliniind potențialul harpei și totodată evidențiind fiecare instrument din componența camerală.
Stilul și genul sunt de asemenea diferite. Dansurile sunt compuse într-o manieră clasică, având unele asemănări cu scriitura barocului. În Dansul profan discursul muzical se dezvoltă într-un mers-împreună al instrumentului solist și al orchestrei, folosindu-se modurilor și intervalele de cvinte, cvarte și octave paralele. 
Introducere și Allegro este un concert solistic miniatural, în care harpa solistă are rolul central, iar locul orchestrei este luat de un sextet instrumental – ce poate fi extins la o mică orchestră de cameră. Unii harpiști, ca Nicanor Zabaleta, numeau această lucrare ca fiind un concertino, dar iată părerea compozitorului însuși exprimată într-o scrisoare către dirijorul Désiré-Emile Inglebrecht: „Lucrarea pentru harpă nu este propriu-zis o piesă de orchestră. Șapte instrumente în total. Dar asta se poate aranja. Cvartetul poate fi dublat, triplat. Și, cu excepția câtorva soli, va suna și mai bine decât originalul”. 
Introducere și Allegro a fost prezentată în primă audiție - în versiunea camerală - la 22 februarie 1907 de Micheline Kahn - harpă, cu Ph. Gaubert - flaut, M. Pichard - clarinet și cvartetul Firmin Touche, în prezența autorului, care dorea ca părțile lente să fie cântate foarte lent, iar cele rapide – foarte rapid. Ținea de asemenea, ca acordurile să fie ușor arpegiate.
Consacratul compozitor și muzicolog român Wilhelm Georg Berger apreciază că „Maurice Ravel se numără printre compozitorii care au făcut ample investigații în domeniul culorii instrumentale. Formațiile mixte se impun din ce în ce mai mult în centrul atenției și Ravel realizează încă din 1906 o capodoperă care a făcut școală: Introducere și Allegro. În fond lucrarea echivalează cu un septet de proporții reduse. De acum încolo asociații de timbre de acest gen devin o modă, mai cu seamă în muzica franceză”.